# ブリスコーン‐グロタンディークの解消
数学において、ブリスコーン‐グロタンディークの解消は、アレクサンドル・グロタンディークによって推測された解消である。それは主にクライン特異点のユニバーサル変形族（英：universal deformation）の解消に与えられる。 Brieskorn (1971)はこの解消の構成を発表した、そして Slodowy (1980)はブリスコーンの構成の詳細を出版した。